# Мул (річка)
Мул, також Мала Кобильня — річка в Україні, у межах  Липовецького району Вінницької області. Права притока Кобильні (притока Десни, басейн Південного Бугу). Тече через села Щаслива, Лозувата, Пеньківка та Козинці. Впадає у р. Кобильня за 12 км від гирла, довжина — 15 км. Площа басейну — 77,2 км².

## Галерея

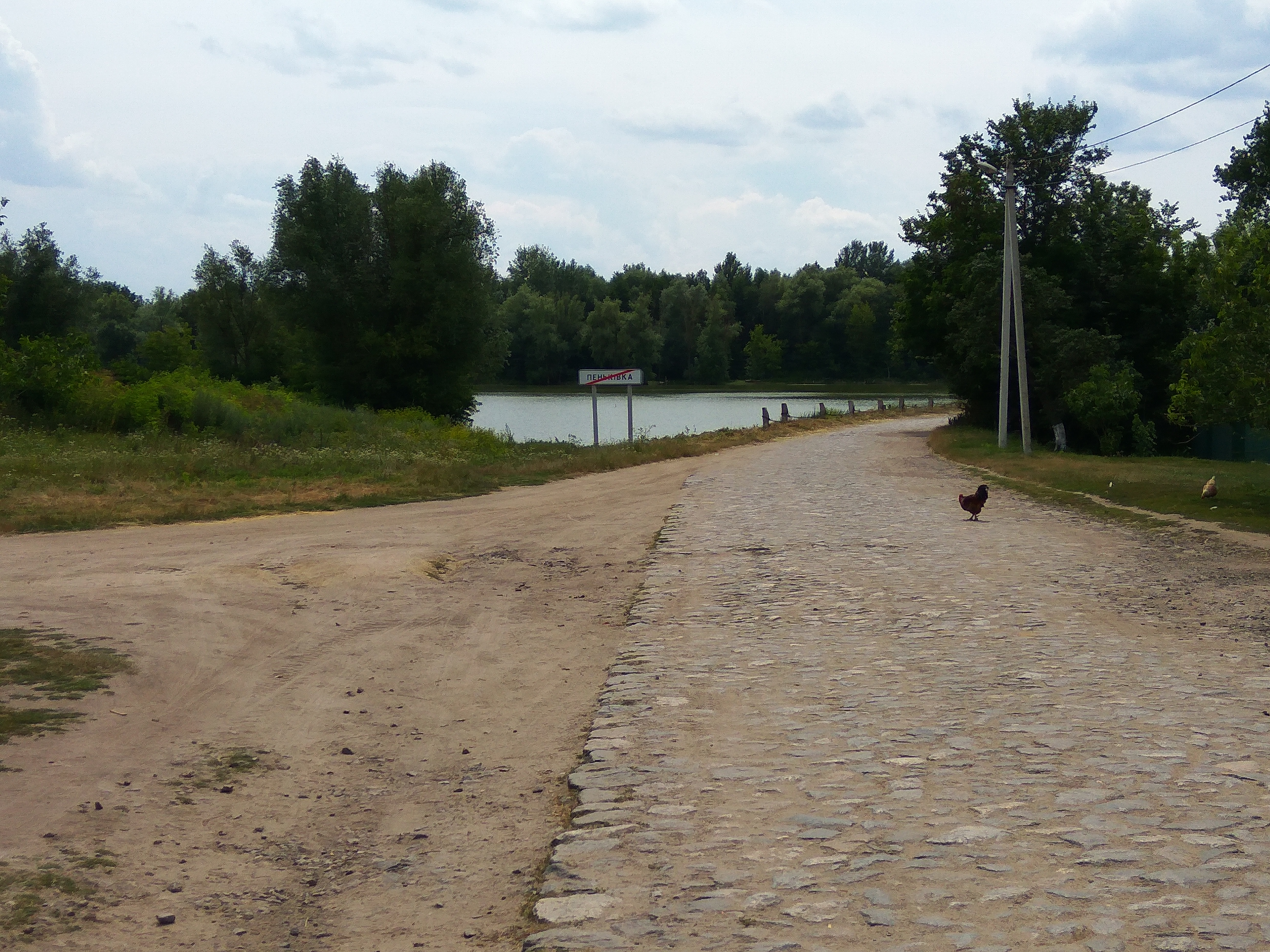
Ставок на річці Мул між Пеньківкою та Козинцями
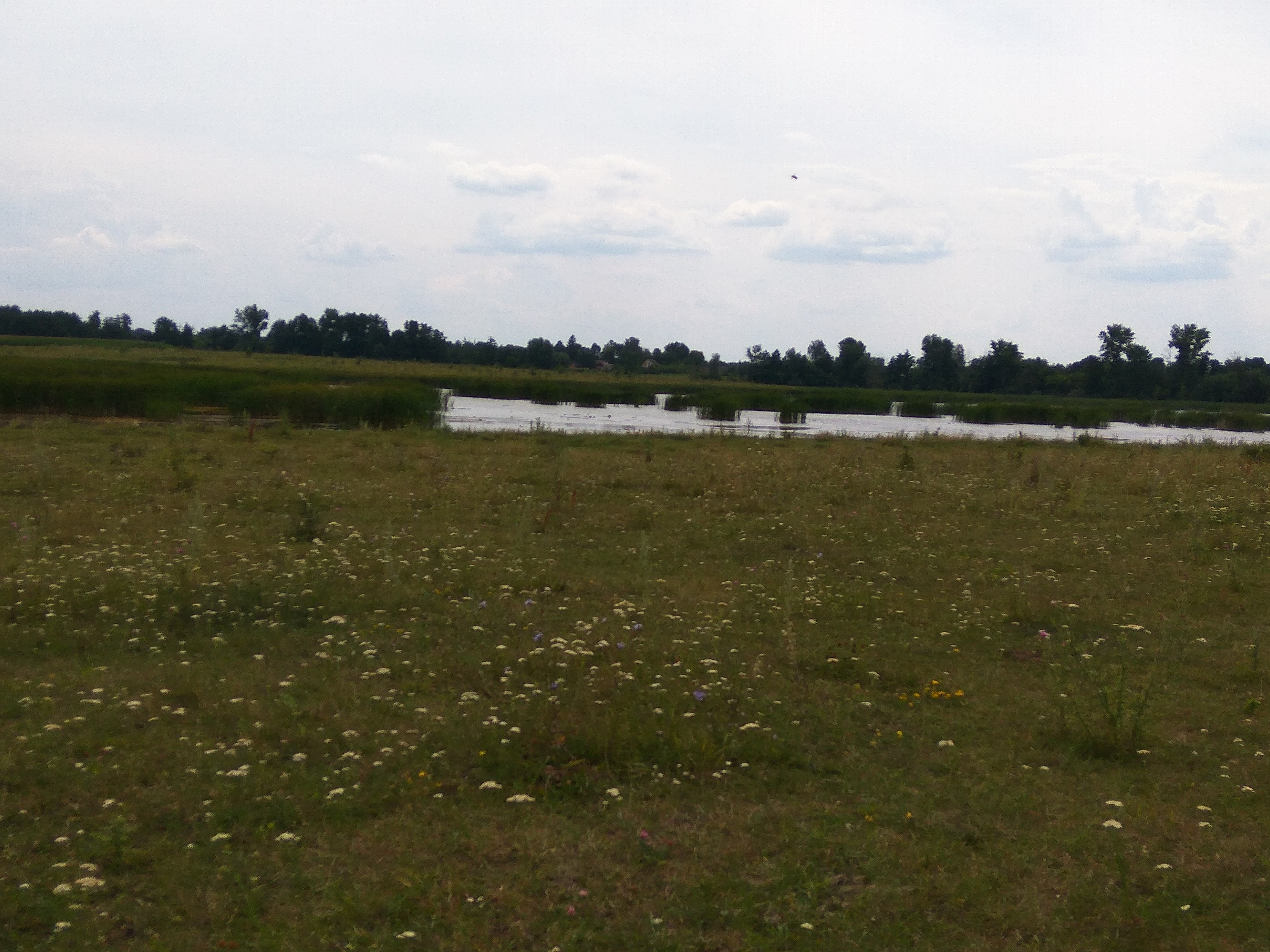
Річка в околицях Пеньківки
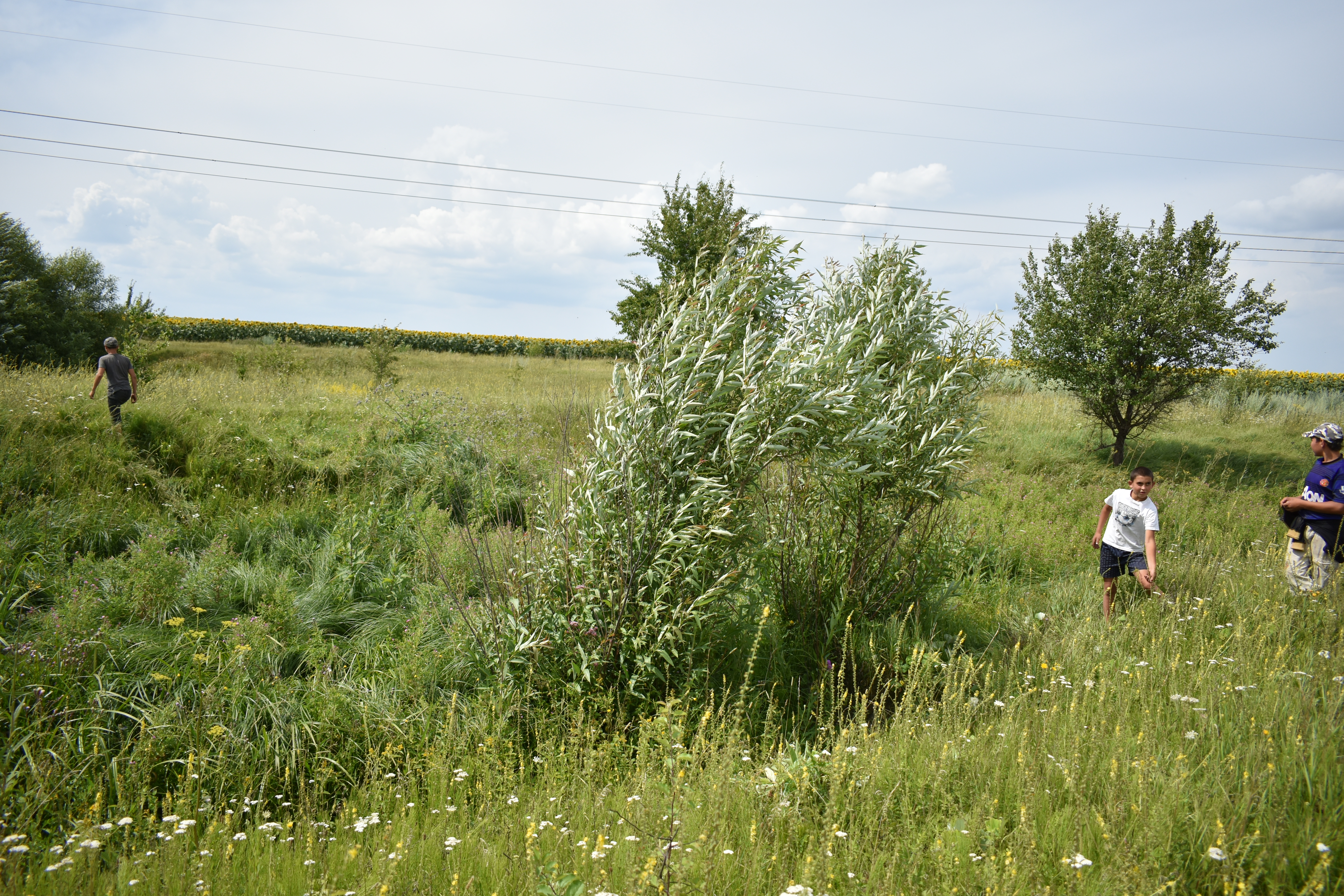
Джерело «Прибережне» поблизу річки